# Elección legislativa de Francia de 1857
Las elecciones legislativas de Francia de 1857 se realizaron el 21 de junio y 5 de julio de 1857.

## Resultados
| Partido | Partido                            | Escaños |
| ------- | ---------------------------------- | ------- |
|         | Candidatos oficiales bonapartistas | 276     |
|         | Republicanos                       | 7       |

- Datos: Q2388355